# Liste der Abgeordneten zum Bukowiner Landtag (IV. Wahlperiode)
Diese Liste der Abgeordneten zum Bukowiner Landtag (IV. Wahlperiode) listet alle Abgeordneten zum Bukowiner Landtag des Kronlandes Bukowina in der IV. Wahlperiode auf. Der Landtag umfasste 31 Abgeordnete. Dem Landtag gehörten dabei 2 Vertreter des Großgrundbesitzes des 1. Wahlkörpers und 8 Vertreter des Großgrundbesitzes des 2. Wahlkörpers, 2 Vertreter der Handels- und Gewerbekammer Czernowitz, 5 Vertreter der Städte und 12 Vertreter der Landgemeinden. Hinzu kam die Virilstimme des Erzbischofs von Czernowitz und des Rektors der Universität Czernowitz.

## Landtagsabgeordnete
Die Tabelle enthält im Einzelnen folgende Informationen:
| Name:        | Name des Abgeordneten |
| Wahlklasse:  | Die dem Klassenwahlrecht entsprechende Wahlklasse bzw. Kurie: I. Wahlklasse = Virilstimmen: der erzbischof von Czernowitz und der Rektor der Universität Czernowitz; II: Adelige des Großen Grundbesitzes; III: Handels- und Gewerbekammer; IV: Zensuswahlklasse unterteilt nach Städten/Orten bzw. Landgemeinden; |
| Region:      | Die im Wahlbezirk enthaltenen Städte oder Stadtteile (Stadtwahlbezirke) bzw. Gerichtsbezirke (Landgemeindewahlbezirke) |
| Anmerkungen: | Veränderungen während der Periode durch Tod, Mandatsverzicht oder spätere Angelobung |

| Name                               | Wahlklasse                        | Region     | Anmerkung                      |
| ---------------------------------- | --------------------------------- | ---------- | ------------------------------ |
| Alth Wilhem von                    | Städte                            | Czernowitz |                                |
| Barber Leibuka                     | Handels- und Gewerbekammer        |            |                                |
| Ciupercovici Arcadie               | Großer Grundbesitz                |            |                                |
| Flondor Georg von                  | Landgemeinden                     |            |                                |
| Grigorcze Nikolaus von             | Großer Grundbesitz                |            | ab der 7. Session              |
| Keschmann Anton                    | Landgemeinden                     |            | ab der 7. Session              |
| Klim-Kolerczuk Jakiw               | Landgemeinden                     |            |                                |
| Kochanowski Anton von              | Städte                            | Czernowitz | Landeshauptmann                |
| Kochanowski Josef                  | Landgemeinden                     |            |                                |
| Köhler Michael                     | Landgemeinden                     |            | ab der 7. Session              |
| Kohn Jakob                         | Handels- und Gewerbekammer        |            |                                |
| Konstantinowicz-Grecul Gideon von  | Großer Grundbesitz                |            | Landeshauptmann-Stellvertreter |
| Kreczun Iwon                       | Landgemeinden                     |            |                                |
| Lukasiewicz Josef                  | Großer Grundbesitz                |            |                                |
| Lupul Johann                       | Großer Grundbesitz                |            |                                |
| Makowei Theodor                    | Landgemeinden                     |            |                                |
| Marin Gustav                       | Großer Grundbesitz                |            |                                |
| Negrusz Anton                      | Landgemeinden                     |            |                                |
| Pino von Friedenthal Felix         | Landgemeinden                     |            | bis inkl 6. Session            |
| Prunkul Gabriel                    | Großer Grundbesitz                |            |                                |
| Renney von Herscheni Orestes       | Landgemeinden                     |            |                                |
| Schönbach Anton                    | Landgemeinden                     |            |                                |
| Schulz Richard                     | Städte                            | Radautz    |                                |
| Skwarczuk Jakiw                    | Landgemeinden                     |            |                                |
| Stark Ferdinand                    | Städte                            | Suczawa    |                                |
| Stokera Anton                      | Landgemeinden                     |            | bis inkl 6. Session            |
| Strasser Eduard                    | Landgemeinden                     |            |                                |
| Szymonowicz Jakob von              | Großer Grundbesitz                |            |                                |
| Wassilko-Serecki Alexander von     | Großer Grundbesitz                |            | ab der 7. Session              |
| Woynarowicz Johann von             | Städte                            | Sereth     |                                |
| Zieglauer von Blumenthal Ferdinand | Rektor der Universität Czernowitz |            |                                |
| Zotta Johann von                   | Großer Grundbesitz                |            |                                |